# Rocca d'Evandro
Rocca d'Evandro là một đô thị ở tỉnh Caserta trong vùng Campania của Ý, có vị trí cách khoảng 70 km về phía tây bắc của Napoli và khoảng 50 km về phía tây bắc của Caserta. Tại thời điểm ngày 31 tháng 12 năm 2004, đô thị này có dân số 3.608 người và diện tích là 49,5 km².
Đô thị Rocca d'Evandro có các frazioni (các đơn vị cấp dưới, chủ yếu là các làng) Bivio Mortola, Centro Storico, Camino, Vallevona, Cocuruzzo, Casamarina, Campolongo, và Mortola.
Rocca d'Evandro giáp các đô thị: Cassino, Castelforte, Galluccio, Mignano Monte Lungo, San Vittore del Lazio, Sant'Ambrogio sul Garigliano, Sant'Andrea del Garigliano, Sant'Apollinare, Sessa Aurunca.